# 上蒙普夫
上蒙普夫是瑞士的城鎮，位於該國北部，由阿爾高州負責管轄，面積5.03平方公里，海拔高度377米，2012年人口1,001，五成半人口信奉羅馬天主教，人口密度每平方公里199人。